# Бёркс, Антонио
Антонио Бёркс (англ. Antonio Burks; род. 25 февраля 1980, Мемфис, Теннесси) — американский профессиональный баскетболист, выступавший в Национальной баскетбольной ассоциации за команду «Мемфис Гриззлис», а также в Европе: сербская «Црвена звезда», болгарский «Академик (София)» и польский «Царни Слупск». На драфте 2004 года, был выбран Орландо Мэджиком, в 2 раунде, 36 пиком. Играл на позиции разыгрывающего защитника. Бедфорд становился Баскетболистом года конференции USA в 2004 году.
Сразу после драфта, Антонио был выменян, Мемфисом Гризлис у Орландо Мэджика. В своём дебютном сезоне, Бёркс набирал в среднем по 3 очка за 24 матча. Во время предсезонки 2006 года, Антонио провёл 4 матча за Майами Хит. После чего, 2 октября 2006 года был подписан контракт с ними. Но 26 октября этого же года, он был отменен, ещё до начала сезона 2006/2007.
После Бёркс выступал за сербскую Црвену звезду в Сербской лиги. В августе 2007 года, Антонио перешёл в болгарский Академик. Согласно докладу ФИБА на сайте eurobasket.com, Бёркс был дисквалифицирован на сезон, потому что Црвена звезда сообщила им, что Бёркс нарушил правила своего контракта, «разорвал» его на 20 дней раньше положенного.
20 Июля 2009 года, Бёркс получил огнестрельное ранение от грабителя, в Мемфисе. Антонио прошёл курс реабилитации, проведя несколько операций. Человек, который выстрелил в него был приговорен к 97 годам тюремного заключения, также он имеет право на условно-досрочное освобождение после отбытия, сроком 51 год.
В 2010 году, Антонио стал помощником главного тренера, в колледже LeMoyne-Owen.
В 2013 году, Бёркс сделал собственный бизнес по уходу за газоном, Antonio Burks Star Maintenance and Lawn Services.

## Статистика

### Статистика в НБА
| Сезон                                                                                    | Команда | Регулярный сезон | Регулярный сезон | Регулярный сезон | Регулярный сезон | Регулярный сезон | Регулярный сезон | Регулярный сезон | Регулярный сезон | Регулярный сезон | Регулярный сезон | Регулярный сезон | Серия плей-офф | Серия плей-офф | Серия плей-офф | Серия плей-офф | Серия плей-офф | Серия плей-офф | Серия плей-офф | Серия плей-офф | Серия плей-офф | Серия плей-офф | Серия плей-офф |
| Сезон                                                                                    | Команда | GP               | GS               | MPG              | FG%              | 3P%              | FT%              | RPG              | APG              | SPG              | BPG              | PPG              | GP             | GS             | MPG            | FG%            | 3P%            | FT%            | RPG            | APG            | SPG            | BPG            | PPG            |
| ---------------------------------------------------------------------------------------- | ------- | ---------------- | ---------------- | ---------------- | ---------------- | ---------------- | ---------------- | ---------------- | ---------------- | ---------------- | ---------------- | ---------------- | -------------- | -------------- | -------------- | -------------- | -------------- | -------------- | -------------- | -------------- | -------------- | -------------- | -------------- |
| 2004/05                                                                                  | Мемфис  | 24               | 0                | 9,1              | 46,7             | 27,3             | 73,7             | 0,5              | 1,2              | 0,5              | 0,0              | 3,0              | 1              | 0              | 3,0            | 0,0            | 0,0            | 0,0            | 0,0            | 1,0            | 0,0            | 0,0            | 0,0            |
| 2005/06                                                                                  | Мемфис  | 57               | 1                | 10,0             | 35,4             | 16,7             | 43,5             | 0,6              | 1,3              | 0,4              | 0,0              | 2,0              | 2              | 0              | 6,3            | 100,0          | 0,0            | 50,0           | 0,5            | 1,0            | 0,5            | 0,0            | 1,5            |
|                                                                                          | Всего   | 81               | 1                | 9,7              | 38,7             | 23,5             | 57,1             | 0,6              | 1,3              | 0,4              | 0,0              | 2,3              | 3              | 0              | 5,2            | 100,0          | 0,0            | 50,0           | 0,3            | 1,0            | 0,3            | 0,0            | 1,0            |
| Наведите курсор мыши на аббревиатуры в заголовке таблицы, чтобы прочесть их расшифровку. |         |                  |                  |                  |                  |                  |                  |                  |                  |                  |                  |                  |                |                |                |                |                |                |                |                |                |                |                |

### Статистика в других лигах
| Сезон                                                                                   | Команда       | Лига         | GP | GS | MPG  | FG%  | 3P%  | FT%  | RPG | APG | SPG | BPG | PPG |  |
| 2006/07                                                                                 | Црвена звезда | Кубок Европы | 12 | 6  | 26,3 | 48,2 | 21,4 | 72,4 | 2,1 | 4,2 | 1,7 | 0,0 | 8,8 |  |
|                                                                                         |               | Всего        | 12 | 6  | 26,3 | 48,2 | 21,4 | 72,4 | 2,1 | 4,2 | 1,7 | 0,0 | 8,8 |  |
| Наведите курсор мыши на аббревиатуры в заголовке таблицы, чтобы прочесть их расшифровку |               |              |    |    |      |      |      |      |     |     |     |     |     |  |